# Luohan Guichen
Luohan Guichen (chiń. 羅漢桂琛, pinyin Luōhàn Guīchēn; kor. 라한계침 Lahan Kyech’im; jap. Rakan Keijin; wiet. La Hán Quế Sâm; ur. 867, zm. 928) – chiński mistrz chan. Znany był także jako Dizang i Tanzhou Guichen (漳州桂琛).

## Życiorys
Pochodził z dawnego Changshanu, położonego w obecnej prow. Zhejiang. Noty biograficzne o nim zawierają informacje, iż już w dzieciństwie odmówił jedzenia mięsa i wstąpił do klasztoru. Mnichem został w świątyni Wansui w tej samej prowincji, z której pochodził. Jego nauczycielem był Wuxiang. Początkowo studiował Winaję, bardzo ściśle przestrzegał także jej reguł. Jednak w końcu oznajmił, iż pilnowanie się przez złamaniem ślubowań i przestrzeganie wskazań nie jest prawdziwym poświęceniem. I wtedy zwrócił się w stronę nauk szkoły chan.
Jego pierwszym nauczycielem był mistrz chan Yuefeng Yicun, ale pod jego kierunkiem nie zrobił żadnego postępu. Dopiero uczeń tego mistrza, także już mistrz chan Xuansha Shibei doprowadził Dizanga (to było inne buddyjskie imię Luohana od klasztoru, w którym później przebywał) do przebudzenia.
Huansha sprawdzał Dizanga pytając W trzech światach jest tylko umysł. Jak to rozumiesz?
Dizang wskazał na krzesło i powiedział Jak mistrz to nazywa?
Xuansha odparł Krzesłem.
Dizang na to Zatem mistrz nie może mówić, że w trzech światach jest jedynie umysł.
Xuansha rzekł Mówię, że jest ono wykonane z bambusa i drewna. A ty powiesz, że jest zrobione z czego?
Dizang odpowiedział Także mówię, że jest zrobione z bambusa i drewna.
Xuansha podsumował Szukałem na całej wielkiej ziemi osoby, która rozumie buddyzm, ale nie znalazłem takiej.
Ta rozmowa doprowadziła Dizanga do wielkiego przebudzenia.
Xuansha przekazał Dizangowi także ezoteryczne nauki zwane samaya, które Dizang propagował przez całe życie. Zyskał ogromną reputację i chociaż nie pragnął przewodzić społeczności buddyjskiej, to władze Zhangzhou (obecnie miasto Zhangpu w prowincji Fujian) wybudowały dla niego klasztor Dizang (Magazyn Ziemi) i mistrz został w nim opatem. Przebywał w nim 1.5 roku.
Następnie Long Xi – zastępca miliarnego militarnego dowódcy regionu – zaprosił Guichena do prowadzenia wykładów dla ludności w klasztorze Arhata (chiń. Luohan si)
Był podobno raczej smutnego usposobienia.
Najsłynniejszym jego uczniem był Fayan Wenyi, założyciel szkoły chan fayan.
Dizang otrzymał pośmiertny tytuł Mistrz Chan Prawdziwej Odpowiedzi.

## Uczniowie
Chociaż w ósmym pokoleniu linie przekazu Dharmy Qingyuana Xingsiego i Shitou Xiqiana bardzo się rozwinęły, to jednak właśnie wtedy liczba spadkobierców Dharmy spadła zauważalnie. Żaden z mistrzów nie osiągnął pod tym względem przewagi. W utrzymaniu ciągłości linii przekazu, która prowadziła do rozkwitu szkoły fayan zasługi należy przypisać dwóm mistrzom; jednym był Xuansha Shibei, a drugim Tanzhou Guichen.
Chociaż na liczbę 74 spadkobierców Dharmy w ósmym pokoleniu linii przekazu zapoczątkowanej przez Qingyuana Xingsiego (ucznia Huinenga) tylko 7 było uczniami Guichena, to jednak w świetle tego, że żaden mistrz nie osiągnął na tym polu przewagi, liczba ta liczyła się najbardziej. Świadczy o tym Jingde chuandeng lu, w której uczniowie Guichena umieszczeni są priorytetowym miejscu.
Największym uczniem mistrza został Fayan Wenyi, którego imię umieszczone jest w Chuandeng lu na pierwszym miejscu. Jego uczniowie zdominowali następne, czyli dziewiąte, pokolenie. Z 75 nazwisk mistrzów, 63 to uczniowie Fayana.

## Linia przekazu Dharmy zen
Pierwsza liczba oznacza liczbę pokoleń mistrzów od 1 Patriarchy indyjskiego Mahakaśjapy.
Druga liczba oznacza liczbę pokoleń od 28/1 Bodhidharmy, 28 Patriarchy Indii i 1 Patriarchy Chin.
- 39/12. Xuefeng Yicun (822–908)
  - 40/13. Xuansha Shibei (835–908)
    - 41/14. Guotai Hongtao (bd)
    - 41/14. Luohan Guichen (867–928)
      - 42/15. Longji Shaoxiu (zm. 954)
      - 42/15. Qingxi Hongjin (zm. 954)
        - 43/16. Tianping Congyi (bd)

      - 42/15. Fayan Wenyi (885–958) szkoła chan fayan
        - 43/16. Qingliang Taiqin (zm. 974)
          - 44/17. Yunju Daoqi (929–997)
            - 45/18. Huiri Zhida (bd)
            - 45/18. Lingyin Wensheng (zm. 1025) autor Zongjing lu
            - 45/18. Longhua Wucheng (bd)
            - 45/18. Ruiyan Yihai (970–1025)